# El caballero valiente, las manzanas de la juventud y el agua de la vida
" El caballero valiente, las manzanas de la juventud y el agua de la vida " (en ruso: Сказка о молодце-удальце, молодильных яблоках и живой воде) es un cuento de hadas ruso recopilado por Alexander Afanasyev en Narodnye russkie skazki . El cuento y sus variantes están numerados del 171 al 178 en el primer volumen de la colección de tres volúmenes. 

## Sinopsis
Un viejo rey cuya vista estaba fallando escuchó hablar de un jardín con manzanas que harían que una persona rejuvenezca y agua que le devolvería la vista. Su hijo mayor partió y llegó a un pilar con diferentes direcciones: en el primer camino, el caballo estaría lleno y su jinete estaría hambriento; en el segundo, el joven perdería la vida, y en el tercero, el jinete estaría lleno y su caballo tendría hambre. Tomó el tercer camino y llegó a una casa donde una viuda lo acogió. La anciana le ofreció pasar la noche con su hija Dunia. El príncipe aceptó, pero Dunia lo hizo encerró en el sótano.
El segundo hijo del rey partió y corrió la misma suerte. Finalmente, el hijo menor del rey se aventuro, a pesar de la reticencia de su padre. Cuando el muchacho recibió la misma oferta de la viuda, dijo que primero debía ir al baño; Dunia lo llevó hasta allí y él la golpeó hasta que ella le reveló la ubicación de a sus hermanos. El príncipe más joven los liberó, pero ellos estaban avergonzados de volver a casa.
Reanudando su búsqueda, el tercer príncipe continuó su viaje y encontró a una bella doncella tejiendo. Ella no pudo darle direcciones al legendario jardín, sino que lo envió a casa de su hermana. La hermana le ordenó que dejara su caballo con ella y fuera en un caballo de dos alas hacia su tercera hermana . La tercera hermana le dio un caballo de cuatro alas y le dijo que se asegurara de que saltara el muro del jardín de un solo salto, o haría sonar las campanas y despertaría a la bruja que lo custodiaba. Él trató de obedecerla, pero el casco del caballo rozó la pared del jardín. El ruido fue demasiado suave para despertar a la bruja. Por la mañana, la bruja lo persiguió en su caballo de seis alas, pero sólo lo atrapó cuando el príncipe ya estaba casi en casa y no tenía temor de la bruja. Ella maldijo al príncipe, diciendo que nada lo salvaría de sus hermanos.
El tercer príncipe encontró a sus hermanos durmiendo y descanso con ellos, pero ellos le robaron sus manzanas y lo arrojaron por un acantilado. El príncipe cayó en un reino oscuro. Allí, un dragón exigía cada año una doncella hermosa, y este año la suerte había recaído sobre la princesa del reino. El caballero dijo que salvaría a la princesa si el rey prometía hacer lo que el joven pedía; el rey prometió no sólo eso, sino también le ofreció la mano de la princesa en matrimonio. Fueron hacia donde vivía el dragón, al llegar allí el príncipe se fue a dormir, diciéndole a la princesa que lo despertara cuando el dragón volviera. El dragón volvió, pero la princesa no pudo despertar al príncipe y comenzó a llorar, una lágrima cayó sobre el rostro del príncipe, despertándolo. El príncipe cortó las cabezas del dragón, las puso debajo de una roca y arrojó su cuerpo al mar.
Otro hombre se acercó sigilosamente por detrás y le cortó la cabeza al príncipe. El asesino amenazó con matar a la princesa si no decía que él había matado al dragón. El rey organizó el matrimonio, pero la princesa se fue al mar con los pescadores. Cada vez que atrapaban un pez, ella les hacía devolverlo, pero finalmente, sus redes atraparon el cuerpo y la cabeza del príncipe. Ella los volvió a juntar y usó el agua de vida. El príncipe la consoló y la envió a casa, diciéndole que volvería y arreglaría todo. El príncipe volvió y le preguntó al rey si el supuesto cazador de dragones podía encontrar las cabezas del dragón. El impostor no pudo, pero el príncipe sí. El príncipe dijo que sólo quería ir a su país, no casarse con la princesa, pero ella no quería separarse de él. Ella conocía a un pájaro espátula que podría llevarlos, si le daban suficiente para comer. Llevaron un buey entero, pero no fue suficiente; la princesa se cortó parte de su muslo para alimentarlo. El pájaro los llevó todo el camino y comentó la dulzura del último trozo de carne. Ella le mostró lo que había hecho, y el animal escupió el trozo; el príncipe usó el agua de la vida para restaurarlo.
El príncipe regresó con su padre, usó el agua de la vida y le contó lo que habían hecho sus dos hermanos. Los hermanos estaban tan asustados que saltaron al río. El príncipe termina casándose con la princesa.

## Origen
El folclorista Alexander Afanasyev publicó el cuento, numerado como 27, en el segundo tomo de su colección de ocho volúmenes. 

## Análisis

### Tipo de cuento
Poco después de desarrollar su clasificación de cuentos populares, el folclorista finlandés Antti Aarne publicó, en 1912, un estudio sobre las colecciones de los hermanos Grimm, el cónsul austríaco Johann Georg von Hahn, el folclorista danés Svend Grundtvig, la erudita suiza Laura Gonzenbach y Afanasyev. Según este sistema primario, desarrollado en 1910, el cuento encaja en el tipo 551, «El Agua de la Vida» («Hijos en busca del Remedio Mágico para su Padre») y el 300, «El Matador de Dragones».  La profesora Regina Bendix también clasifica el cuento como tipo ATU 551.  En la erudición rusa, el tipo de cuento internacional 551 se conoce como "Молодильные яблоки" ("Manzanas de la juventud"), ya que en la mayoría de las variantes el objeto de búsqueda son manzanas que devuelven la juventud y la vitalidad al rey enfermo,  que es también el nombre del tipo de cuento SUS 551, de la Clasificación de cuentos populares eslavos orientales. 

### Temas
En lo que respecta al viaje en el lomo de un ave (generalmente un águila, pero en este cuento un parajo espátula), los folclorista reconocen sus similitudes con el cuento de Etana ayudando a un águila, un tipo de cuento posteriormente clasificado como Aarne–Thompson–Uther ATU 537, "El águila como ayudante: héroe llevado en las alas de un águila amable". 
El lingüista histórico Václav Blažek defiende el paralelismo de ciertos temas (el agua de la vida, las manzanas de oro) y las sagas osetias de Nart y el mito griego del Jardín de las Hespérides . 

## Variantes

### Rusia
Alexander Afanasyev recopiló ocho variantes en su compilación original de cuentos populares rusos, bajo el título "Сказка о молодце-удальце, молодильных яблоках и живой воде" ("El cuento del joven valiente, las manzanas rejuvenecedoras y el agua de la vida"). En algunas variantes, el rey sueña que existe una doncella de excepcional belleza que vive cerca de la fuente que concede la juventud o del jardín con un árbol que produce manzanas de oro. 
El profesor Jack V. Haney también tradujo una variante de un narrador pomor llamado P. Ia. Nikonov.  En este cuento sin título, "claramente del tipo 'Manzanas rejuvenecedoras'  el príncipe busca "el agua viva, las manzanas rejuvenecedoras y el pájaro de fuego". 

### Balcanes
En una variante balcánica, de origen macedonio, La historia del príncipe y el águila, donde un rey está muriendo y envía a sus tres hijos a cazar una liebre macho como cura. El más joven caza tres liebres, causando la envidia de sus hermanos, los cuales conspiran para matarlo: mientras bebe agua de un pozo, lo agarran por las piernas y lo dejan caer al pozo. Los príncipes regresan ante el rey con las liebres y mienten que una banda de ladrones mató al príncipe. En realidad, el joven lleva tres años cayendo dentro del pozo, hasta que por fin llega al suelo. Se da cuenta de que está en el "inframundo" y ve una luz en la distancia. Llega a la choza de una anciana, y ella le habla de un terrible monstruo, una Lamia, con cuatro patas y tres cabezas, que exigía el sacrificio de una doncella cada mes, y esta vez era el turno de su hija, Maruda. El príncipe promete matar a Lamia y rescatar a Maruda. Lo hace, pero el rey y sus consejeros están de acuerdo con ello. La madre de Maruda les advierte que deben escapar del Inframundo y sugiere que tomen su águila dorada gigante que le dejó su difunto esposo. Matan a una búfala gigante para alimentarla, y el príncipe incluso sacrifica parte de su carne para alimentar al águila y que puedan llegar sanos y salvos a la superficie. 